# Rutger Jan Schimmelpenninck

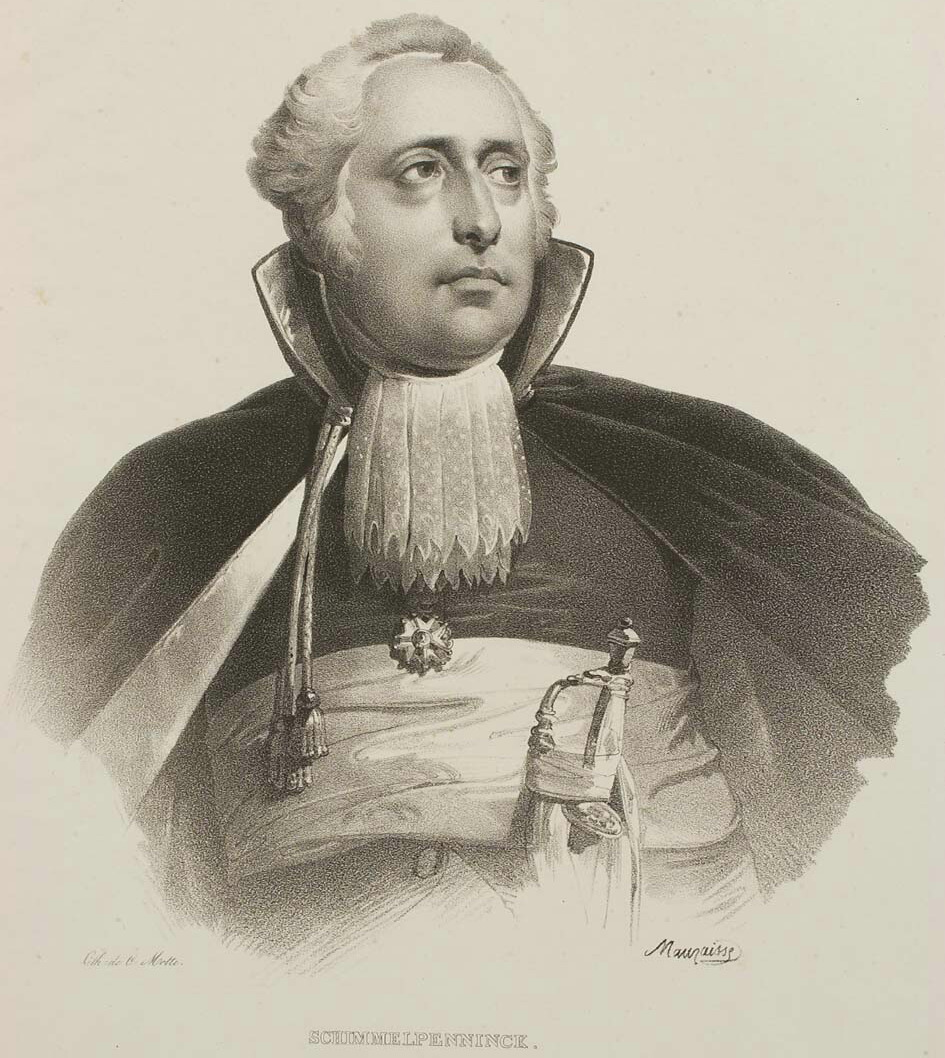
Rutger Jan Schimmelpenninck

Rutger Jan Graf Schimmelpenninck (* 31. Oktober 1761 in Deventer; † 15. Februar 1825 in Amsterdam) war ein niederländischer Diplomat und Staatsmann.

## Leben und Wirken
Rutger Jan Schimmelpenninck entstammte einem außerehelichen, nichtadeligen Familienzweig der Schimmelpennincks, welcher durch seine politischen Erfolge in den Grafenstand erhoben wurde. Er studierte in Leiden Rechtswissenschaften und arbeitete dann in Amsterdam als Rechtsanwalt. Schimmelpenninck stand gemeinsam mit Hendrik Hooft, Joan Derk van der Capellen tot den Pol und Jan Bernd Bicker an der Spitze der holländischen Patriotenbewegung, welche zum Ziel hatte, den monarchischen Machtanspruch des Hauses Oranien-Nassau auf die niederländische Republik zu verhindern.
Nach der Eroberung Hollands durch Jean-Charles Pichegru 1795 wurde er Mitglied der ersten Amsterdamer Stadtmagistratur sowie später der batavischen Nationalversammlung und ging 1798 als Gesandter nach Paris, 1801 nach London. Nachdem er beim Wiederausbruch des Kriegs zwischen England und Frankreich 1803 die Neutralität Hollands vergebens zu wahren gesucht, trat er vom Staatsdienst zurück, ging aber bald wieder als Botschafter nach Paris, gewann dort Napoleons I. volles Vertrauen und trat nach der Einführung der neuen Verfassung der Batavischen Republik (5. April 1805) als Ratspensionär an die Spitze der Regierung. Er rief manche gute Einrichtung, besonders in Finanzsachen, ins Leben; aber eine langwierige Augenkrankheit hinderte ihn an der Führung der Geschäfte, und Napoleon benutzte diesen Umstand 1806 um seinen Bruder Ludwig zum König vorzuschlagen, dessen Erhebung Schimmelpenninck vergebens zu hintertreiben suchte. Nach erfolgter Vereinigung Hollands mit Frankreich 1810 erhob ihn Napoleon zum Grafen und Senator. Er erwarb 1799 das Schloss Nijenhuis bei Diepenheim, das seinen Nachfahren bis heute gehört.
Bei der Bildung des Königreichs der Niederlande wurde er zum Mitglied der Ersten Kammer ernannt. Er starb am 15. Februar 1825 in Amsterdam.
Sein Sohn Gerrit Schimmelpenninck war 1848 Vorsitzender des Ministerrates, während sein Enkel Rutger Jan Schimmelpenninck van Nijenhuis von 1866 bis 1868 Finanzminister war.